# 쿠반의 코사크
쿠반의 코사크(Cossacks Of The Kuban, Kubanskie Kazaki)는 소련에서 제작된 이반 피리예프 감독의 1949년 코미디, 뮤지컬 영화이다. 세르게이 루카노프 등이 주연으로 출연하였다.

## 출연

### 주연
- 세르게이 루카노프
- 마리나 레디니나

### 조연
- 알렉산드르 크빌리야

## 같이 보기
- 소련 영화
- 러시아 영화
- 콜호스
- 시베리아 이야기